# Hans Johansson (konstnär)
Hans Johansson, född 1954, är en svensk målare och grafiker.
Hans Johansson har studerat på konstskolor i nio år varav fem år på Kungliga Konsthögskolan i Stockholm 1978–1983.
Under tiden på Konsthögskolan gick Johansson på Grafikskolan i två år och sedan på linjen för måleri.
Hans Johansson har haft ett flertal utställningar runtom i Sverige och internationellt. Han är representerad på bland annat Moderna museet i Stockholm, Kalmar konstmuseum, British Museum i London England, och i olika offentliga samlingar. Representerad också i privata samlingar i Sverige och i andra länder som Frankrike och USA. Johansson har blivit uppmärksammad för sin grafik, men också för sitt måleri och sina teckningar. Han har också tilldelats ett antal stipendier genom åren såsom Engamanska fondens arbetsstipendium 1997.
Johansson finns också med i litteratur som Svensk Grafik 1890-1990, av Jane Roth Lind. Konstnärslexikon, Natur och Kultur 1991. vidare också i böcker utgivna i England.